# Хтось там нагорі любить мене
Хтось там нагорі любить мене (англ. Somebody Up There Likes Me) — американський біографічний драматичний фільм 1956 про боксера Роккі Граціано, лауреат двох премій «Оскар».

## Сюжет
Роккі Граціано — підліток з неблагополучної сім'ї, якого частенько побиває власний батько. Він стає членом вуличної банди і втягується в низку кримінальних подій. Незабаром він потрапляє до в'язниці, а після звільнення відразу ж відправлений до армії, але дезертирує звідти. У пошуках грошей Роккі починає брати участь у боксерських боях і виявляє в собі талант до цієї справи: він бере ряд блискучих перемог, поки армійські чиновники не виявляють втікача.
Дезертира направляють служити в дисциплінарну частина (United States Disciplinary Barracks), де він продовжує удосконалювати свою майстерність. Незабаром він знайомиться з сестрою свого друга, Нормою, на якій і одружується.
Його кар'єрному зльоту заважає поразки в бою з Тоні Зейла. Далі йдуть шантаж, відмова від бою, допит, позбавлення ліцензії на бої…

## У ролях
- Пол Ньюман — Роккі Граціано
- П'єр Анджелі — Норма
- Еверет Слоун — Ірвінг Коен
- Айлін Гекарт — Ма Барбелла
- Сел Мінео — Ромул
- Гарольд Стоун — Нік Барбелла
- Йозеф Булофф — Бенні
- Семмі Вайт — Вайті Бімстайн
- Арч Джонсон — Елдон
- Роберт П. Ліб — окружний прокурор Хоган
- Теодор Ньютон — атлетичний комісіонер Едвард Іган
- Роберт Лоджа — Френкі Пеппо

## Нагороди і номінації
- У 1957 році фільм отримав два «Оскари» за найкращу роботу художника-постановника і за найкращу операторську роботу, номінувався в категорії «Найкращий монтаж».
- У 1962 році фільм отримав CEC Award (Італія) у категорії «Найкращий іноземний актор» — Пол Ньюман.
- У 1957 році фільм номінувався на премію Гільдії режисерів Америки в категорії «За видатну режисуру», і на премію Гільдії сценаристів Америки в категорії «За найкращий сценарій американської драми».

## Цікаві факти
- На головну роль боксера планувався Джеймс Дін, але він трагічно загинув за кілька днів до початку зйомок.
- У стрічці свої дебютні ролі виконали відомі пізніше актори Френк Кампанелла, Роберт Лоджіа і Дін Джонс — все в титрах не вказані; також це один з перших фільмів Стіва Маккуїна і перша головна роль Пола Ньюмана.
- Айлін Хекарт, що грає матір Роккі, всього на 6 років старше Пола Ньюмана.